# Valents
Valents fou un partit polític català d’ideologia liberal-conservadora i constitucionalista. Va ser fundat al 2019 sota el nom de Barcelona pel Canvi per Manuel Valls per presentar-se a l'alcaldia de Barcelona. Valls i l'exdirigent d'Unió Eva Parera, van conformar el primer grup municipal de la formació al consistori de la capital catalana. Amb la marxa de Valls de l’Ajuntament de Barcelona, Eva Parera va refundar el 2021 el partit amb el nom Valents, estenent l’àmbit d’actuació del partit de la ciutat de Barcelona a tot Catalunya.
El 15 de juliol de 2023 s'anunciaria la desaparició del partit i de l'estructura orgànica. La presidenta de l'organització Eva Parera presentaria una carta en la qual es faria públic el concurs de creditors. Els representants assolits a les últimes municipals a Creixell (Tarragonès), Castellet i la Gornal (Alt Penedès) i Mongat (Maresme) podrien seguir utilitzant el nom de la formació durant aquell mandat. Parera demanaria "disculpes" a la militància i assegurà que els resultats obtinguts a les eleccions municipals del 28 de maig "no van ser suficients", dient que van haver d'afrontar-les "de manera massa prematura" i competint amb formacions "molt consolidades".

## Història

### Eleccions municipals 2019
Valls va anunciar en una roda de premsa el setembre de 2018 el nom de la candidatura, un dia després de confirmar les seves intencions de concórrer a les eleccions municipals de maig de 2019 a Barcelona i aspirar a l'alcaldia de la ciutat. L'octubre de 2018, Valls es va reivindicar com el candidat de «totes les elits» barcelonines, també culturals. La plataforma va ser recolzada posteriorment en un altre acte d'inici de precampanya, el desembre de 2018, per polítics de Ciutadans, Units per Avançar, Lliures, i per empresaris i personalitats públiques com Josep Maria Bricall.

### Ruptura amb Ciutadans
La candidatura va obtenir 6 escons a l'Ajuntament de Barcelona, millorant els resultats de Ciutadans en els comicis de 2015. El 17 de juny del mateix any, Ciutadans va anunciar la seva sortida d'aquest grup municipal de Barcelona pel Canvi-Ciutadans pel suport de Valls i els seus regidors a la investidura d'Ada Colau, reduint el total d'escons de Barcelona pel Canvi a 3 encara que posteriorment quedaria conformat per només 2 regidors després de la sortida de Celestino Corbacho del grup municipal.

### Primera implantació territorial
En aquest primer període, el partit creix a la ciutat de Barcelona, en l'Àrea Metropolitana i a les comarques de Tarragona i l'Ebre. En aquestes últimes comarques es constitueix l'associació “Centrats pel Canvi”, un grup que representa la manera de fer i de ser de Barcelona pel Canvi ajustada al territori. Centrats té un rol molt important en la implantació del partit en les comarques de Tarragona i l'Ebre.

### Eleccions al Parlament de Catalunya 2021
A principis de gener de 2021, Eva Parera, secretaria general del partit, i altres dirigents de la formació, s'incorporen, en condició d'independents, a la llista del Partit Popular de Catalunya, encapçalada per Alejandro Fernández, per a les eleccions al Parlament de Catalunya del 14 de febrer del mateix any. Una llista per tal d'aglutinar el constitucionalisme, incorporant persones d'altres partits i de la societat civil per lluitar contra la pandèmia de la COVID-19, treballar per la recuperació econòmica i la concòrdia entre catalans.

### Eleccions municipals 2023 i dissolució
El 20 de desembre de 2021 s'anunciaria que Barcelona pel Canvi passaria a anomenar-se Valents, i que concorreria a les eleccions municipals espanyoles de 2023 amb aquest nom, reivindicant a partits com Unió del Poble Navarrès (UPN) i la Unió Social Cristiana de Baviera. El partit no va obtenir la representació esperada i va acabar presentant concurs de creditors l'estiu de 2023. En la roda de premsa, la Presidenta Eva Parera va anunciar que els regidors que sí havien obtingut representació als municipis de Creixell (Tarragonès), Castellet i la Gornal (Alt Penedès) i Montgat (Maresme) podrien fer servir el nom de la formació fins a les properes eleccions.